# Hosszú furulya
A hosszú furulya, vagy ahogy szűkebb hazájában nevezik: hosszi furugla vagy hosszifurugla az ajaksípos fúvós hangszerek családjába tartozik. Felépítése, fúvókája a hatlyukú furulyáéhoz hasonló, de teste annál két-háromszor hosszabb és csak öt hangképző nyílás van rajta (de létezik háromlyukú változata is). Szerepe azonos a közönséges furulyáéval, főleg pásztorok hangszere. A dél-dunántúl (Tolna, Baranya, Zala és főleg Somogy vármegyék) jellegzetes népi hangszere.
Az 1960-as évekre szinte teljesen eltűnt, ám egyrészt a táncházmozgalom keltette érdeklődés, másrészt a tudományos néprajzi kutatás később az „újraéledéséhez” vezetett. 2015-ben mint kulturális örökség, felvették a somogyi értéktárba is.

## Felépítése
A hosszú furulya hossza a közönséges furulyákénak két-háromszorosa, 85–100 cm. Öt hangképző nyílása a hangszer testének alsó részénél csoportosul, de a lyukak egymástól nem egyforma távolságra vannak: az alsó kettő és a felső három lyuk közelebb van egymáshoz, mint a második és a harmadik lyuk közötti távolság.
A hangszer főbb méreteit Herman Ottó a 19. század végén így írta le: hossza két és fél sukk és négy ujj. Alulról fél sukkra van az első lyuk, egy sukkra a legfelső. Az alsó két lyuk között két ujjnyi, a felső három között egy-egy hüvelykujjnyi a távköz. A maradék a második és a harmadik lyuk közötti nagyobb távolságot adja.
Legjellemzőbb építési anyaga a többi népi furulyaféleséghez hasonlóan a bodzafa. Vagy hosszú, egyenes ágat fúrnak ki a két vége felől, vagy két-három kifúrt darabból csapolják össze a hangszer testét. Kívülről vékony falúra ledolgozzák, majd a felső végétől egy mutatóujj íznyi távolságra elkészítik a félhold alakú szélhasító nyílást, a holdlikat. Dugóját, a nyelvet fagyöngyből készítik. A hosszú furulya testének átmérője, sípszerkezetének méretei azonosak a nagyobb méretű közönséges furulyákéval. A befúvó nyílás itt is a hangszer hátoldalánál, a hangképző nyílásokkal átellenben van.

## Használata
Hosszú furulyán legkényelmesebben állva vagy hanyatt fekve lehet játszani. Hosszúsága miatt álló helyzetben felemelt fejjel, lefelé kinyújtott karokkal, a testtel párhuzamosan lehet csak tartani. A legalsó két lyukat a jobb kéz középső, néha gyűrűsujja és a mutatóujja fedi, majd a bal kéz gyűrűs-, középső és mutatóujja következik. Mivel a jobb kéz a hangszer hosszúsága miatt szinte függőleges helyzetben van, a második lyukat a jobb kéz mutatóujjának nem az első, hanem a harmadik íze fedi.
A hosszú furulya alaphangja e és g között van. Ha alaphangja f, akkor alaphangsora f g a b h c', de ez nagyon halkan, nehezen szólaltatható meg. A játékosok általában csak az első átfújástól, az f'-től g''-ig terjedő részt használják. A hangszer repertoárját alkotó diatonikus vagy pentaton dallamok esetén ehhez elegendő a hangszer három alsó hangképző nyílásának használata, hiszen a következő átfújás kvinttel emeli meg a hangmagasságot, ennek kitöltéséhez pedig elegendő az így rendelkezésre álló négy hang.

## Története
A hosszú furulyák mély hangú típusai már az egész korai időktől fogva ismertek lehettek, mert hosszúfurulya-ábrázolás Egyiptomból már a predinasztikus időszakból (Kr. e. 3200–3100), az ún. II. Negadah-kultúrából ismert. A hangszeren a nádra jellemző ízesülés alapján feltételezhető, hogy a képen egy a későbbiekben régészeti leletekkel is adatolható peremfúvós furulyatípus látható. Az ókori Egyiptom sírkamraábráinak áttekintése alapján a felhangfurulyákat és az ujjnyílásokkal ellátott peremfurulyákat egyaránt ismerték. Mezopotámiában a sumer időszakból (Kr. e. 2450) Ur városából és az akkád időszakból (Kr. e. 2350–2170) Sarrukín alapította Akkád városából előkerült hengerpecsétek tanúsága szerint szintén ismertek a hosszú, vékony csövű aerofon hangszerek, amelyek használata az óbabiloni időszakból (Kr. e. 1950–1530) szintén adatolható. Mivel sem a régészeti anyagból sem a recens használatból nem ismerünk a térségből magrés hosszú furulyatípusokat, a kutatók valószínűsítik, hogy az ábrázolásokon látható hangszertípus sima perem vagy ékvájatos furulyatípus lehet.
Az ókori ikonográf és régészeti adatok, illetve a belső-ázsiai történeti anyag és a néprajzi analógiák áttekintése alapján nem valószínű, hogy a dunántúli, hátsó szélcsatorna-nyílású hosszú furulyát a honfoglaló magyarság keletről hozta volna magával. Az adatok összességében arra engednek következtetni, hogy a honfoglaló magyarság körében a kaukázusi és belső-ázsiai perem-, illetve a kelet-európai és dél-szibériai nyelv- és ajakrésfurulya-típusok lehettek elterjedve, amely furulyatípusokat csak a 17–18. században kezdték el kiszorítani a Balkánt és a Kárpátokat érintő makedoromán/vlach vándorok által elterjedő magrésfurulya-típusok.